# Banco Morada
O Banco Morada foi um banco brasileiro e atuava no Rio de Janeiro.
Especializado em crédito pessoal e crédito direto ao consumidor (CDC), atuou cerca de 30 anos no mercado de crédito, especializando-se em crédito pessoal, CDC administração de cartões, desconto de cheques pré-datados, financiamento de automóveis, empréstimos a pessoas jurídicas, inclusive como agente repassador de recursos do BNDES. 
Em abril de 2005, o banco Bradesco comprou a rede e a carteira de clientes do Morada. A aquisição, que levou dois meses em negociação, contribuiu para aproximar o Bradesco de duas metas: ampliar o CDC e o crédito pessoal do Banco Finasa, e aumentar a penetração no mercado carioca. Além disso, entende-se que a operação também impediu que um banco como o Morada (pequeno, mas com bons ativos), fosse adquirido pelo grupo Itaú, que já tinha presença maior no estado do Rio de Janeiro, por ter adquirido o Banerj.
Faz parte de um grupo com quase 40 anos de atividades, o Grupo Morada. Seu desenvolvimento ocorreu a partir da fundação, em 1967, da Morada Associação de Poupança e Empréstimo, empresa voltada ao financiamento habitacional para aquisição da casa própria. 
Transformada posteriormente em companhia de crédito imobiliário, financiou a construção de 25 mil imóveis, no período do apogeu do Sistema Financeiro de Habitação.
Ao longo dos últimos anos, focado nas atividades de crédito massificado, o Banco especializou-se no negócio de crédito ao consumo (consumer bank), atuando em nichos específicos destas modalidades de operações, tendo apresentado um significativo crescimento em sua participação no mercado.

## Intervenção
Em 28 de abril de 2011, o Banco Central do Brasil decretou intervenção no Banco Morada. Segundo a autoridade monetária, a medida foi tomada em decorrência do comprometimento patrimonial, do descumprimento de normas do Conselho Monetário Nacional (CMN) e do Banco Central (BC), além de os controladores da instituição não terem apresentado um plano de recuperação viável do banco.
De acordo com o BC, o banco Morada é uma instituição financeira privada, de pequeno porte, autorizada a operar as carteiras comercial e de crédito, financiamento e investimento, com apenas uma agência na cidade do Rio de Janeiro. Em dezembro de 2010, o Banco Morada detinha 0,01% dos ativos e 0,03% dos depósitos totais do sistema financeiro nacional (SFN).
A instituição faz parte do grupo econômico Morada, controlado pela empresa Morada Investimentos (Misa), e detém participação direta ou indireta das empresas Morada Viagens e Turismo, Morada Informática e Serviços Técnicos e Morada Administração de Cartões de Crédito.

## Liquidação extrajudicial e falência
Em 25 de outubro de 2011, o Banco Central decretou a liquidação extrajudicial do Banco Morada. O Tribunal de Justiça do Rio de Janeiro decretou a falência em 13 de março de 2015. Foi encerrada o processo de liquidação extrajudicial em 3 de setembro do mesmo ano.